# Gezinci
Gezinci – wieś w Chorwacji, w żupanii osijecko-barańskiej, w gminie Podravska Moslavina. W 2011 roku liczyła 33 mieszkańców.